# Vadim Krasnoselsky
Vadim Nikolaevich Krasnoselsky (em russo:  Вади́м Никола́евич Красносе́льский; em romeno:  Vadim Nicolaevici Crasnoselschii; 14 de abril de 1970) é um político da Transnístria que é o terceiro e atual presidente da Transnístria. Anteriormente, ele atuou como membro do Conselho Supremo da Transnístria do 7º distrito, como 6º Presidente do Conselho Supremo (2015-2016) e 7º Ministro do Interior.

## Biografia
Em 14 de abril de 1970, nasceu Vadim Krasnoselsky, filho de Nikolai Vasilyevich Krasnoselsky (1939-2016) e Antonina Grigorievna Krasnoselskaya (nascida em 1945), na vila de Dauriya, no distrito de Borzinsky, atual krai da Transbaicália, (também conhecido pelo nome russo Zabaikalski), da República Socialista Federativa Soviética da Rússia, localizada no Extremo Oriente russo.
Krasnoselsky veio de uma família de militares. Em 1978, seu pai foi transferido para uma base militar em Bender, na RSS da Moldávia. Ele frequentou a High School No. 102 (atual Gymnasium No. 1) em Bender, e dizem que se sentou na mesma mesa de sua futura esposa Svetlana. Quando criança, Krasnoselsky teria frequentado uma escola de música e participado de competições de remo e outros esportes, cumprindo os padrões para o título de “Candidato a Mestre em Esportes da URSS”.
Depois de deixar a escola em 1987, Krasnoselsky começou a estudar em Odesa, mas saiu durante o primeiro ano para ingressar em uma escola superior de engenharia de aviação militar em Kharkiv, onde se formou em 1993. No entanto, ele se recusou a fazer o juramento de fidelidade a Ucrânia independente. Posteriormente, ingressou nas forças de segurança da Transnístria, tornando-se mais tarde um oficial de alto escalão do Ministério do Interior.
De 1998 a 2000, Krasnoselsky foi vice-chefe do departamento anticorrupção da força policial de Bendery e, de 2000 a 2003, foi vice-chefe do departamento anticorrupção no escritório central do Ministério de Assuntos Internos.
Vadim Krasnoselsky se formou em direito na Universidade Estadual da Transnístria, graduando-se na Faculdade de Direito em 2002. Ele trabalhou na polícia de Bender por vários anos, subindo na hierarquia antes de se tornar o chefe de polícia da cidade.
Em 2007, Krasnoselsky se tornou Ministro do Interior, exercendo o cargo até 2012, quando começou a trabalhar com negócios, como assessor da Diretoria da SZAO Interdnestrcom, onde trabalhou por 3 anos até 2015. Ele foi eleito para o Conselho Supremo nas eleições de 2015 e foi nomeado Presidente do órgão.

## Presidência

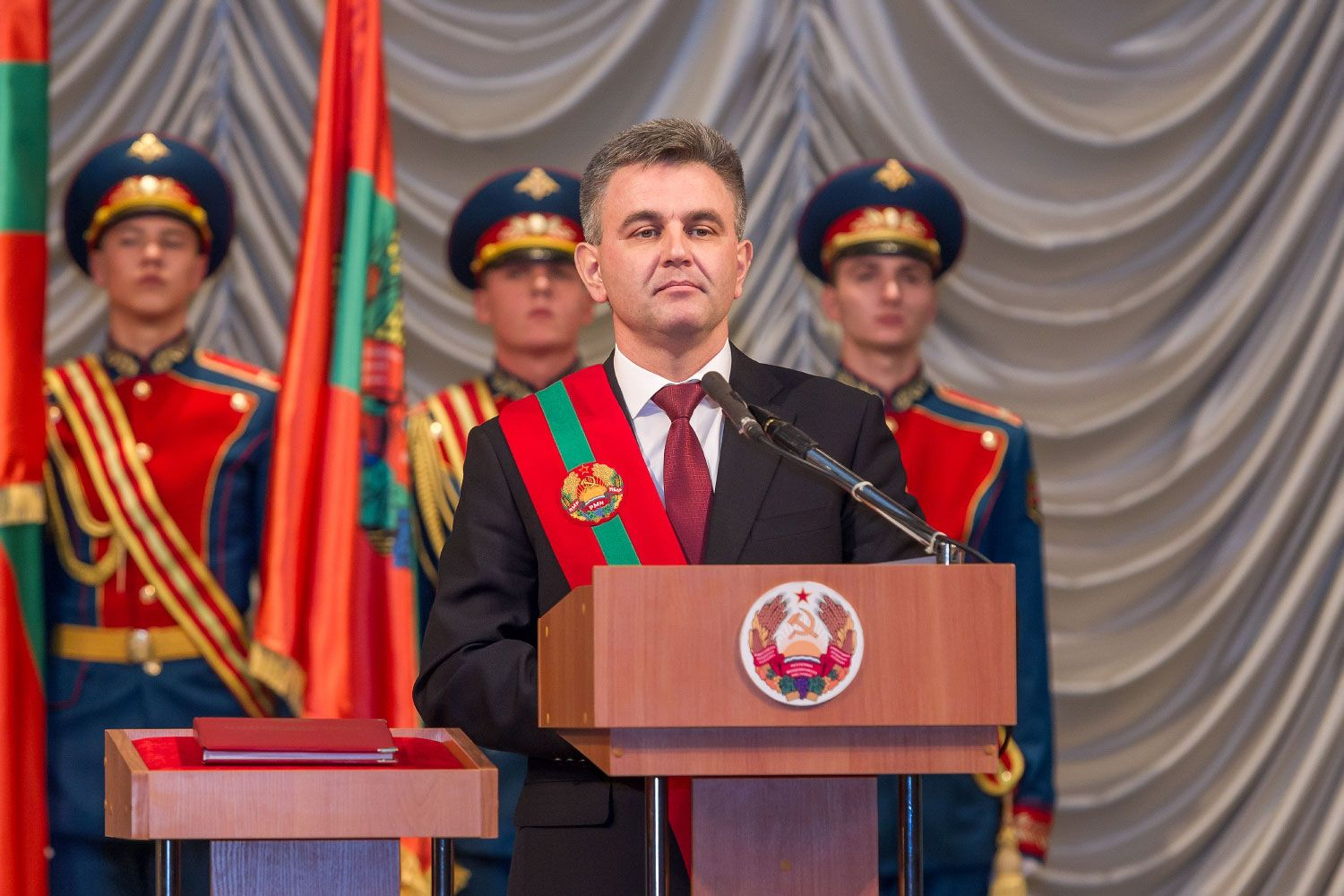
Krasnoselsky durante sua posse em 2016.

Apoiado pelo conglomerado Sheriff, Krasnoselsky derrotou o então presidente Evgeni Shevtchuk nas eleições presidenciais de 2016, recebendo 62% dos votos. Ele foi empossado em 27 de dezembro no Teatro Estadual Nadezhda Aronetskaya. Em 4 de janeiro de 2017, ele recebeu o recém-eleito presidente moldávio Igor Dodon em Bendery, que foi o segundo líder moldávio a visitar a Transnístria em vários anos. Em setembro de 2018, sua primeira grande visita de Estado fora da Transnístria. foi a Sucumi para a celebração do Dia da Independência da Abcásia. Em janeiro de 2019, ele participou da abertura dos escritórios representativos da Transnístria em Moscou, substituindo o Centro de Cooperação "Pridnestrovie". Em 29 de maio, ele anunciou a criação de um processo internacional contra a Moldávia no qual a Transnístria pede indenização pela "agressão contra o povo da Transnístria". Em agosto, ele participou de uma cerimônia na base do Grupo Operacional das Forças Russas com o Ministro da Defesa russo Sergei Shoigu dedicou o 75º aniversário da Libertação da Moldávia na Segunda Ofensiva Jassy-Kishinev. No final de outubro, ele se reuniu com o presidente Dodon em sua residência presidencial em Holercani antes da Conferência da Baviera, marcada para 4 a 5 de novembro.
Durante sua presidência, ele reviveu os tradicionais bailes de Ano Novo, nos quais participa com sua esposa. Em setembro de 2017, ordenou a criação da Escola Militar Tiraspol Suvorov, a escola de cadetes juvenis das Forças Armadas da Transnístria.

### Ecologização e melhoria urbana
Krasnoselsky adotou uma política de ecologização e embelezamento das cidades, principalmente por meio da criação de novos parques e praças e da reconstrução dos já existentes. Durante essas melhorias, ele também renomeou parques e áreas que haviam sido nomeados anteriormente durante a era comunista, restaurando-os aos seus nomes originais pré-revolucionários ou atribuindo novos nomes inspirados no passado imperial da Rússia ou em figuras dessa era em 2021 e 2020.

### Reforma militar
Desde 2017, uma série de reformas foram implementadas nas Forças Armadas da Transnístria. Em primeiro lugar, o serviço militar mudou para um regime de “dia de trabalho”. Os soldados se apresentam para o serviço pela manhã e saem à noite, reduzindo assim os casos de trote e saída não autorizada das unidades militares a casos isolados. Em segundo lugar, durante o serviço militar, os alunos de instituições de ensino superior mudam para o ensino à distância, garantindo a continuidade do processo educacional. Os recrutas recebem licença durante as sessões de exames. Em terceiro lugar, houve uma atualização técnica das unidades militares, desde novos uniformes até o reparo das instalações existentes e a construção de novos quartéis.

### Pontos de vista sobre a cultura transnistriana
Krasnoselsky propôs levantar estátuas de notáveis líderes imperiais russos, como o generalíssimo Alexander Suvorov e o primeiro-ministro Pyotr Stolypin. 
Ele afirmou que é um monarquista constitucional, indo tão longe quanto dizer o seguinte durante uma campanha presidencial:
''Sou monarquista por natureza. Desde a minha juventude eu tinha estritamente construído visões monárquicas. Sou um defensor do monarquismo, do monarquismo constitucional limitado, e tomo a experiência do Império Russo como base''.

## Controvérsias
Em março de 2021, durante a pandemia de COVID-19, a Moldávia concedeu 1.810 vacinas que são doadas pela Romênia à Transnístria. Krasnoselsky afirmou incorretamente que eles vieram da Organização Mundial da Saúde (OMS). Mais tarde, ele retificou e agradeceu à Romênia.

## Vida pessoal
Sua esposa, Svetlana Krasnoselskaya, é filóloga, e também é professora de língua russa. Ele tem um filho, Ivan, e duas filhas, Genevieve e Sofia.